# Franco Fossati
Franco Fossati (Voghera, 1º febbraio 1946 – Monza, 2 giugno 1996) è stato un giornalista, saggista e fumettista italiano.

## Biografia
Giornalista professionista di Focus, storico della letteratura disegnata con una lunga esperienza nello studio e nella riproduzione di fumetti, è stato a lungo, tra le tante cose, redattore di Topolino e responsabile delle sceneggiature Disney realizzate in Italia, fra cui Serata Paperino per cui scrisse i testi originali.
Ha scritto numerosi volumi sulla letteratura popolare e sul fumetto, tra cui Liguria a strisce (SEL, 1976), il Dizionario del Fumetto, edito da Arnoldo Mondadori Editore, e il Dizionario del genere poliziesco, edito da Vallardi; è stato inoltre tra i coordinatori de "La grande avventura a fumetti", enciclopedia a dispense della De Agostini.

Ha collaborato, dal 1978, con la rivista specializzata WOW, diventando una colonna fondamentale della pubblicazione e un solido riferimento per "quelli di WOW", il gruppo storico della testata. Nel 1992 ha fatto parte della costituente di Anonima Fumetti (associazione italiana dei professionisti del fumetto), di cui è stato tra i primi dirigenti.
Noto in Italia e all'estero per i suoi saggi e per le opere di divulgazione, era conosciuto anche per la sua curiosa collezione di alcune migliaia di cartoncini formato 6x4 (la cosiddetta "Collezione Fossati"), con micro-disegni originali di altrettanti autori di fumetti di tutto il mondo. Dopo la sua improvvisa morte, dovuta ad una trombosi, la sua ricca collezione (oltre cinquecentomila pezzi, non solo di fumetti) è passata in cura alla Fondazione Franco Fossati, voluta dal fratello Furio Fossati e dai suoi tanti amici.
Dal 1997 nella manifestazione Cartoon Club, che si svolge nel mese di luglio a Rimini, esiste un premio a lui dedicato a cui partecipano saggi sul fumetto pubblicati nell'anno precedente.
Proseguendo l'opera dello studioso e del gruppo storico di WOW, la Fondazione Franco Fossati (in sigla FFF), che ha sede operativa a Monza, dal 2007 al 2011 è stata responsabile culturale di Cartoomics, la fiera del fumetto che si tiene annualmente a Milano. Dal 2011 gestisce il museo WOW Spazio Fumetto di Milano.